# Déli-Urál
A Déli-Urál (oroszul: Южный Урал) az oroszországi Urál hegylánc része. Területe közigazgatásilag Baskíriához, az Orenburgi és a Cseljabinszki területhez tartozik. A hegylánc északon a Középső-Urállal folytatódik.

## Földrajz
A Déli-Urál északon a Jurma-hegységtől (1003 m), illetve az Ufa folyó felső folyásától (körülbelül az 56° é. sz.-től) dél felé az Urál folyó nyugat-kelet irányú völgyéig terjed. Baskírföld keleti felét, a Cseljabinszki terület legnagyobb részét és déli végén az Orenbugi terület viszonylag kisebb részét foglalja magában. Hossza mintegy 550 km, szélessége délen 200 km; ez a hegylánc legszélesebb szakasza. A Déli-Urál legmagasabb csúcsai: 
- a Jaman-tau (1640 m)
- és az Iremel (1582 m).

A hegyvonulatok északon a legmagasabbak (1200–1600 m) és északkelet–délnyugat irányúak, majd az Inzer folyó völgyétől a Belaja völgyéig általában dél felé futnak. A Belajától délre a hegyek egyre alacsonyabbak és a Zalairi-platóban folytatódnak, de még itt is előfordulnak 600 m fölé emelkedő csúcsok. A hegylánc déli „vége”, az azonos nevű folyó völgyét ölelő Guberljai-hegység érintkezik a még délebbre, Kazahsztánban fekvő Mugodzsarral.
A Déli-Ural magasabb központi része óidei kvarcitból, mészkőből és kristályos palából épül fel. A nagyjából párhuzamosan futó hegyvonulatok (láncok) közül a vízválasztó a keleti és alacsonyabb Ural-taun húzódik. Ennek legmagasabb csúcsa az Arvjak-rjaz (1068 m, Beloreck várostól délre).
Nyugaton és északnyugaton a hegyeket a karbon mészkőből álló, erősen karsztos Ufai-plató (fennsík) váltja fel, melynek több mint 250 km hosszú vonulata a Középső-Urálba is átér. A hegyvidéket keleten a kiterjedtebb és dombsággá alacsonyodó, majd mocsaras sík vidékbe átmenő Urálontúli-plató keretezi.
A hegylánc nyugati és keleti előterében sík vagy enyhén dombos térségek és alacsony előhegységek váltakoznak. A nyugati oldalon sokfelé figyelhetők meg karsztos jelenségek, különösen a karbon mészkőből álló Ufai-platón, melynek több mint 250 km hosszú vonulata a Középső-Urálba is átér.
Számos karsztbarlang található itt, melyek közül az egyik legismertebb a Kinderle-barlang. 

### Éghajlat
Éghajlata kontinentális. A januári átlaghőmérséklet nyugaton -15 °C, keleten -16 °C, a hegyekben -17 °C; a júliusi nyugaton 17 °C, keleten 18 °C, a hegyekben csupán 10 °C. A csapadék évi mennyisége nyugaton mintegy 650 mm, keleten 450 mm, a déli területeken azonban csak 300–350 mm.

### Vízrajz
A Déli-Urál számos folyója magasan fekvő hegyközi völgyek mocsarából indul útjára. A folyók november közepén, december elején befagynak; a jégzajlás április közepén kezdődik, és a magas vízállás körülbelül egy hónapon át tart, amíg a hótakaró a hegyekben elolvad. 
Az itt eredő folyók nagy többsége a Kaszpi-tenger vízgyűjtő területéhez tartozik:
- Közülük az Urál közvetlenül a tengerbe torkollik,
  - itt ered nagy jobb oldali mellékfolyója, a Szakmara is (760 km).
- A folyóvizek jelentős részét a Volga vízrendszeréhez tartozó Belaja gyűjti össze és szállítja a Kámába;
  - itt ered mellékfolyója, az Ufa, valamint az Ufai-platót átszelő két mellékvize:
    - az Aj (549 km)
    - és a Jurjuzany (404 km);

  - a Belaját táplálja a Szim (239 km) és mellékfolyója, az Inzer is (307 km).

Az Ob folyórendszeréhez és így a Jeges-tenger vízgyűjtő területéhez csak két jelentős vízfolyás tartozik:
- a Miassz (658 km), az Iszety mellékfolyója
- és a Tobolba torkolló Uj (462 km).

A hegylánc keleti előterében kisebb-nagyobb tavak hosszú sávja húzódik a déli Ucsali várostól (Ucsali-tavak) észak felé, a Középső-Urálhoz tartozó Kaszli városig és a Szinara folyóig (Szinarai-tavak). A legnagyobb tavak (legfeljebb 40 m mélységgel): Uvildi, Turgojak, Irtyas. A kevés hegyi tó között különlegesség a Zjuratkul-tó 724 m tengerszint feletti magasságával.
Az uráli iparvidék kialakulásakor (18–19. század) a helyi folyókon számos mesterséges tavat képeztek ki a manufaktúrák, üzemek vízellátására. Közülük néhány mind mostanáig létezik. A 20. században jóval nagyobb víztározók épültek: a Pavlovkai-víztározó (Pavlovka falunál épült az Ufa folyón), az Iriklinszkiji- és a Verhnyeuralszki-víztározó (az Urál folyón), a Nugusi-víztározó (a Nugus folyón) és az Argazi-víztározó (a Miassz folyón, az Argazi-tó elöntésével alakították ki). A 21. század első évtizedében fejezték be a Jumaguzinói-víztározó építését a Belaján.

### Növényzet
A Déli-Urál jelentős részét fenyvesek borítják. A hegyvidéken és a nyugati lejtőkön sötét-tajga és vegyeserdő, ritkábban lomboserdő (hárs és juhar, nyírrel, szillel, tölggyel keverten) váltakozik. A keleti lejtőkön erdei- és vörösfenyő álló világos-tajga a jellemző. A délkeleti lejtőkön és dél felé az erdők helyét az erdős sztyepp övezet veszi át, a legdélibb területeken cserjés-füves sztyepp található.

### Ásványi kincsek
A Középső-Urálhoz hasonlóan ez a régió is gazdag ásványi kincsekben, és az ezekre épült nehézipara is rendkívül jelentős. Hatalmas vasérckészletei (eredetileg erre épült Magnyitogorszk ipara) az évszázadok során erősen csökkentek, de még így is számottevőek. A színesfémek – réz, nikkel, cink – bányászatának (Gaj-tó vidéke) és kohászatának (Orszk, Mednogorszk) súlypontja a hegylánc legdélibb területeire tevődött át. Országos jelentőségű bauxitkészletek találhatók az Aj folyó völgyében.
A nagy nehézipari központok mellett (mint Magnyitogorszk, Cseljabinszk, Miassz, Zlatouszt stb.) a Déli-Urálban van két úgynevezett zárt város is: Trjohgornij (Zlatouszt-36) és az egyik legtitkosabb oroszországi zárt város, Mezsgorje (Beloreck-15 és Beloreck-16).

## Természetvédelem
- Déli-Uráli természetvédelmi terület (Juzsnouralszkij zapovednyik): Baskíria Belorecki járásában, a Déli-Urál központi fekvésű magas hegységeit, köztük a Jaman-taut foglalja magában.
- Ilmeni természetvédelmi terület (Ilmenszkij zapovednyik): a Déli-Urál keleti peremén elterülő, 400–500 közepes magasságú Ilmeni-hegység láncait foglalja magában. A Cseljabinszki terület nagy iparvárosai: Miassz, Karabas, Csebarkul közvetlen szomszédságában, fő közlekedési útvonalak és vasútvonal mentén fekszik.